# Ann Shulgin
Laura Ann Shulgin (apellidada de n. Gotlieb; 22 de marzo de 1931–9 de julio de 2022) fue una autora estadounidense y esposa del químico Alexander Shulgin, con quien escribió los libros PiHKAL y TiHKAL, ambos sobre drogas psicoactivas.

## Biografía
Laura Ann Gotlieb nació en Wellington, Nueva Zelanda, de padres Bernard Gotlieb y Gwen Ormiston, pero creció en el pueblo de Opicina, a las afueras de la ciudad italiana Trieste. Su padre fue cónsul estadounidense en Trieste durante seis años antes de la Segunda Guerra Mundial. Más tarde en su infancia vivió en los Estados Unidos, Cuba y Canadá. Estudió arte y se convirtió en artista, se casó con un artista y tuvo un hijo, y luego se divorciaron. Tuvo dos matrimonios más que terminaron en divorcio y tuvo tres hijos más. Ann volvió a trabajar como transcriptora médica y conoció a Alexander 'Sasha' Shulgin en 1978; se casaron el 4 de julio de 1981 en su patio trasero.
Trabajó como terapeuta laica con sustancias psicodélicas como MDMA y 2C-B en entornos terapéuticos mientras estas drogas aún eran legales. En sus escritos destacó el potencial de estas drogas desde una perspectiva psicoanalítica junguiana, así como su uso en combinación con la hipnoterapia. A menudo aparecía como oradora en convenciones y continuó abogando por el uso de psicodélicos en contextos terapéuticos.
Junto con su esposo, escribió los libros PiHKAL y TiHKAL, y juntos desarrollaron una forma sistemática de clasificar los efectos de las diversas drogas, la conocida como Shulgin Rating Scale ('Escala de calificación de Shulgin'), con un vocabulario para describir las sensaciones visuales, auditivas y físicas. Fue también coautora o colaboradora en una decena de libros sobre el tema.
Según su hija, Ann Shulgin tuvo problemas de salud debido a una enfermedad pulmonar obstructiva crónica. Shulgin murió el 9 de julio de 2022 en su residencia en el área de la Bahía de San Francisco.

## Publicaciones
- "Tribute to Jacob". In The Secret Chief: Conversations With a Pioneer of the Underground Psychedelic Therapy Movement by Myron J. Stolaroff, Charlotte, NC: Multidisciplinary Association for Psychedelic Studies, 1997. ISBN 0-9660019-1-5
- with Alexander Shulgin. "A New Vocabulary". In Robert Forte (ed.), Entheogens and the Future of Religion, Berkeley: Council on Spiritual Practices, 1997. ISBN 1-889725-01-3
- with Alexander Shulgin. TiHKAL: The Continuation. Berkeley: Transform Press, 1997. ISBN 0-9630096-9-9
- with Alexander Shulgin. PiHKAL: A Chemical Love Story. Berkeley: Transform Press, 1991. ISBN 0-9630096-0-5
- Foreword, M. Crowley, Secret Drugs of Buddhism. Amrita Press, 2017. ISBN 978-0907791744